# Hidróxido de estrôncio
Hidróxido de estrôncio é um composto químico de fórmula Sr(OH)2, é um álcali cáustico composto de um íon estrôncio e dois íons hidróxido. É sintetizado por combinar um sal de estrôncio com uma base forte. Sr(OH)2 existe na forma de anidro, mono-hidrato, ou octa-hidrato.

## Preparação
Porque o Sr(OH)2 é muito levemente solúvel em água. sua preparação pode ser facilmente obtido pela adição de uma base forte tal como o NaOH ou KOH, gota por gota a uma solução de qualquer sal de estrôncio, mais comumente o Sr(NO3)2 (nitrato de estrôncio). O Sr(OH)2 irá precipitar-se como um fino pó branco. Daí, a solução é filtrada, e o Sr(OH)2 é lavado com água fria e secado.
Sr(NO3)2 + 2 NaOH → 2 NaNO3 + Sr(OH)2↓
Pode também ser obtido, por vigorosa reação, do estrôncio metálico com água, com desprendimento de hidrogênio:
{\displaystyle \mathrm {Sr+2H_{2}O\rightarrow Sr(OH)_{2}+H_{2}\uparrow } }
Ou ainda da reação do óxido de estrôncio com água:
{\displaystyle \mathrm {SrO+H_{2}O\rightarrow Sr(OH)_{2}} }

## Aplicações
Hidróxido de estrôncio é usado principalmente no refino de açúcar de beterraba e como um estabilizador em plásticos. Ele pode ser usado como uma fonte de íons estrôncio quando o cloro do cloreto de estrôncio é indesejável. Hidróxido de estrôncio absorve dióxido de carbono do ar para formar carbonato de estrôncio.

## Segurança
Hidróxido de estrôncio é um severo irritante da pele, dos olhos e das vias respiratórias. É nocivo se ingerido.